# Chlamydia muridarum
Chlamydia muridarum é uma espécie de bactéria intracelular.